# Despatx Solé
El Despatx Solé és edifici catalogat com a monument del municipi de Sabadell (Vallès Occidental), inclòs en l'Inventari del Patrimoni Arquitectònic de Catalunya.

## Descripció
Edifici de decoració senzilla en la que participen elements ornamentals classicistes. Segueix un prototipus similar als casals dels mestres d'obra. La façana presenta una distribució simètrica centrada per la porta d'entrada. A la planta baixa hi ha portes i finestres amb decorat que es caracteritza per la presència de relleu al brancal i a la llinda. Per damunt de la llinda hi ha mènsules que suporten el balcó del pis superior, amb un nombre de cinc finestres amb una decoració en estuc a la zona de la llinda que està també sobremuntada per un petit ràfec amb motllures. L'acabament de la façana mostra el mateix recurs de mènsules com a element sustentat del ràfec.

## Història
L'edifici és propietat del Sr. Alguersuari, que és a la vegada propietari de l'Hotel Suís (edifici contigu). Adquirí ambdós edificis a la senyora Rosa Brutau. L'edifici de Televisió de Sabadell fou utilitzat anteriorment amb l'antiga estació dels ferrocarrils, lloc de destí d'un dels eixos industrials d'aquesta ciutat a finals del segle xix.
Actualment (2013) un restaurant ocupa la planta baixa de l'edifici.